# ᶌ
ᶌ, appelé v crochet palatal, est une lettre latine qui était utilisée dans l'alphabet phonétique international, rendu obsolète en 1989, lors de la convention de Kiel.

## Utilisation
La lettre ᶌ était utilisée pour représenter une fricative non sibilante labiodentaire sonore palatalisée. Après 1989, la lettre est changée pour vʲ.

## Représentations informatiques
Le V crochet palatal peut être représenté avec les caractères Unicode suivants : 
- précomposé (Alphabet phonétique international, diacritiques)[1] :

| formes    | représentations | chaînes de caractères | points de code | descriptions                              |
| --------- | --------------- | --------------------- | -------------- | ----------------------------------------- |
| minuscule | ᶌ               | ᶌ                     | U+1D8C         | lettre minuscule latine v crochet palatal |

- décomposé et normalisé NFD (Alphabet phonétique international, diacritiques) :

| formes    | représentations | chaînes de caractères | points de code | descriptions                                          |
| --------- | --------------- | --------------------- | -------------- | ----------------------------------------------------- |
| minuscule | v̡               | v◌̡                    | U+0076 U+0321  | lettre minuscule latine v diacritique crochet palatal |